# 형법각론
형법각론(刑法各論)은 형법 제2편 각칙, 즉 형법 제87조부터 제372조에 이르는 규정의 의미, 내용을 명확하게 하는 형법해석학의 한 분야이다.
형법각론의 기본적인 태도는 입법론적 검토보다는 각칙 규정에 대한 해석론적 검토라고 할 수 있다.
형법각칙은 크게 개인적 법익에 관한 죄, 사회적 법익에 관한 죄, 국가적 법익에 관한 죄로 나눌 수 있다.
대체로 국가적 법익에 관한 죄는 각칙 제1장 내란의 죄에서 제11장 무고의 죄까지, 사회적 법익에 관한 죄는 제12장 신앙에 관한 죄에서 제23장 도박과 복표에 관한 죄까지, 개인적 법익에 관한 죄는 제24장 살인의 죄에서 제42장 손괴의 죄까지의 범죄를 말한다.